# Chrysolina eurina
Chrysolina eurina — вид хризомелин семейства листоедов.

## Распространение
Распространён в Словакии, Австрии и Румынии.